# Estrées-Deniécourt
Estrées-Deniécourt là một xã ở tỉnh Somme, vùng Hauts-de-France, Pháp.

## Địa lý
Thị trấn này mằ trên quốc lộ N29, tại giao lộ với đường ô tô A1, về phía tây của sông Somme, 28 dặm Anh về phía đông của Amiens

## Dân số
| 1962                                                         | 1968 | 1975 | 1982 | 1990 | 1999 |
| ------------------------------------------------------------ | ---- | ---- | ---- | ---- | ---- |
| 238                                                          | 255  | 285  | 253  | 252  | 245  |
| Số liệu điều tra dân số từ năm 1962, dân số không tính trùng |      |      |      |      |      |